# Lambersart
Lambersart (niederländisch Landbertsrode) ist eine französische Stadt mit 27.105 Einwohnern (Stand 1. Januar 2022) im Département Nord in der Region Hauts-de-France. Sie gehört zum Arrondissement Lille und zum Kanton Lambersart.

## Geographie
Die Stadt Lambersart liegt im nordfranzösischen Ballungsraum Lille-Roubaix-Tourcoing und grenzt unmittelbar an die nordfranzösische Metropole Lille, von der es nur durch die kanalisierte Deûle (Canal de la Deûle) und den Park Bois de Boulogne getrennt ist. Die Grenze nach Belgien liegt etwa zehn Kilometer nordwestlich von Lambersart.
Nachbargemeinden von Lambersart sind Saint-André-lez-Lille im Nordosten, Lille (mit den Stadtteilen Canteleu und Lomme) im Osten, Südosten und Süden sowie Lompret und Verlinghem im Nordwesten.

### Stadtteile
Lambersart besteht aus 7 Stadtteilen:
- Le Bourg-Mairie
- Le Canon d’Or-Champs de course
- Le Canteleu
- La Cessoie-Conquérants
- Le Nord-Ouest
- Le Pacot-Vandracq
- 7. Stadtteil oder Quartier des Muchaux (im Aufbau)

## Wappen
Das Wappen von Lambersart zeigt drei in Rot gehaltene Streifen auf Hermelinpelz, von denen der erste mit 3, der zweite mit 6 und der dritte wiederum mit 3 goldenen Muscheln bestückt ist.
Erwähnenswert ist dabei, dass das Wappen von Lambersart in Wirklichkeit eigentlich jenes des nahegelegenen Ortes La Madeleine war, was auf einen Abschreibefehler innerhalb eines Registers im Jahre 1867 zurückging.
Von 1909 bis 1926 führten beide Kommunen dasselbe Wappen, bis La Madeleine seines dann im Jahr 1926 änderte.

## Bevölkerungsentwicklung
| Jahr                       | 1962   | 1968   | 1975   | 1982   | 1990   | 1999   | 2011   | 2020   |
| Einwohner                  | 21.807 | 26.833 | 29.614 | 28.494 | 28.275 | 28.131 | 28.581 | 27.425 |
| Quellen: Cassini und INSEE |        |        |        |        |        |        |        |        |

### Kirchen in Lambersart
Die Kirchen Saint-Calixte, Notre-Dame de Fátima, Saint-Sépulcre und das Pfarrzentrum Saint-Gérard bilden die katholische Kirchengemeinde Sainte Trinité.
Die Pfarrei Sainte Trinité ist Teil des Dekanats Rives de la Deûle (die Ufer der Deûle), das zum Erzbistum Lille gehört.

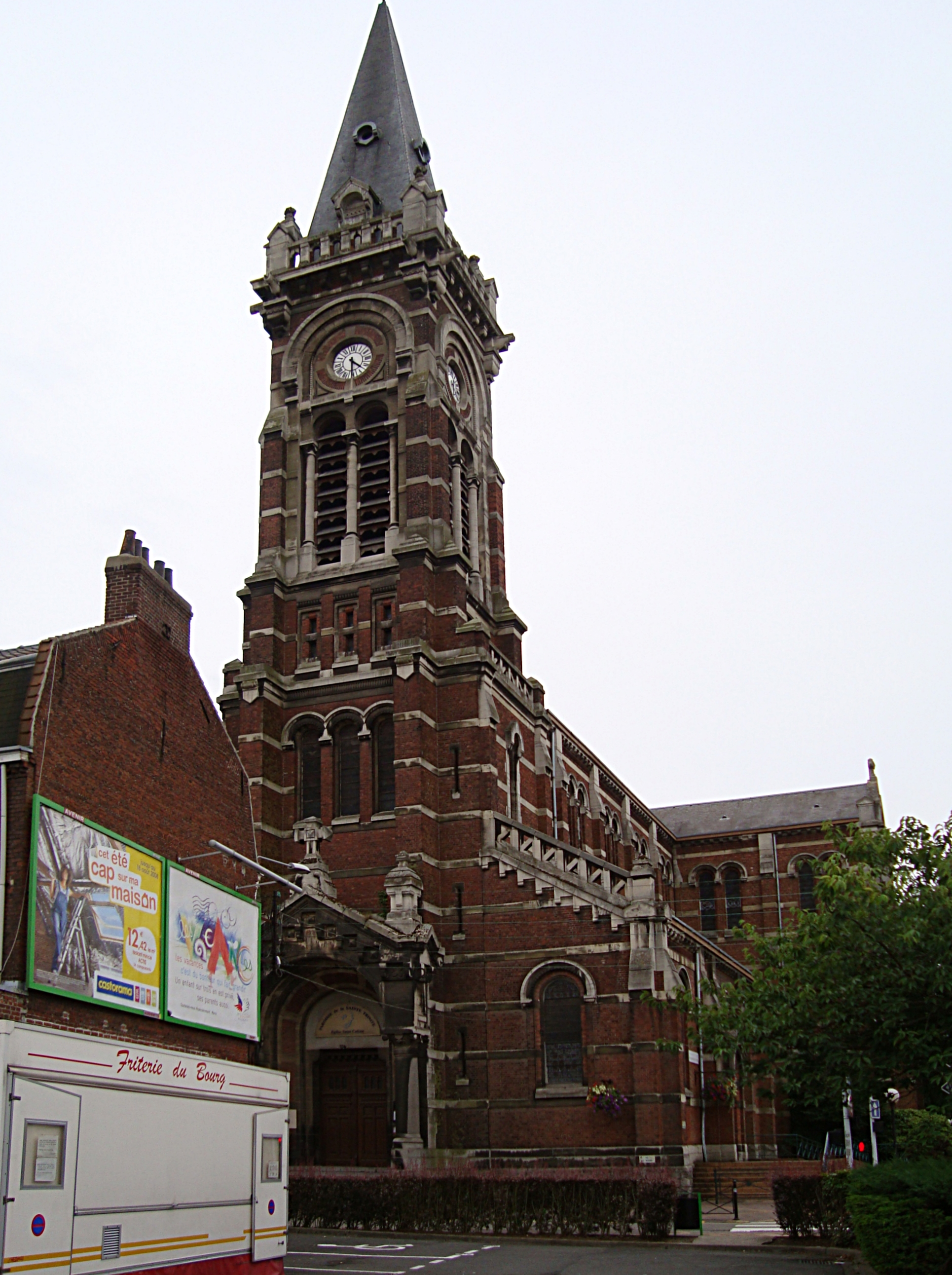
Kirche Saint-Calixte
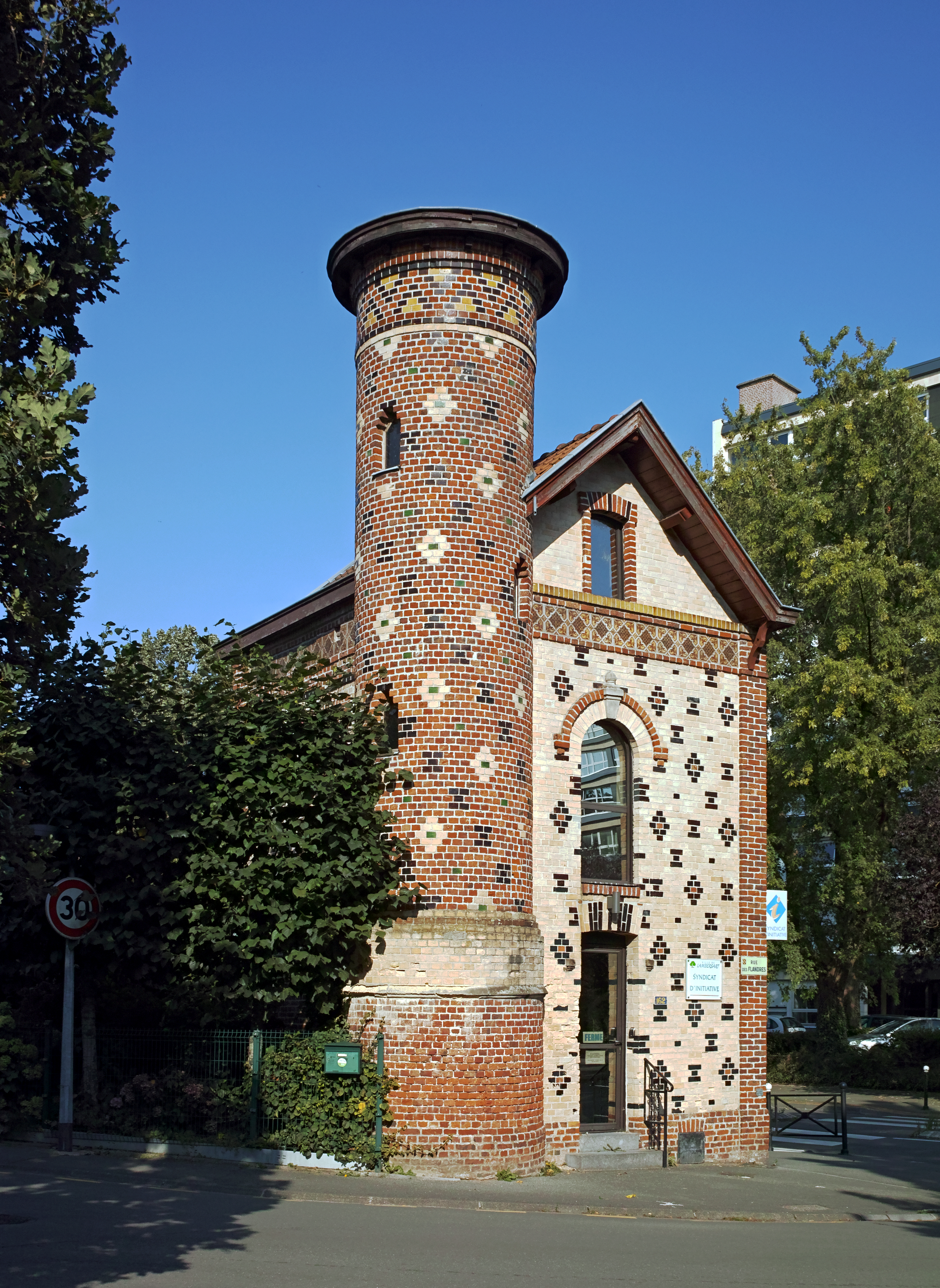
Schloss Bonte dependance
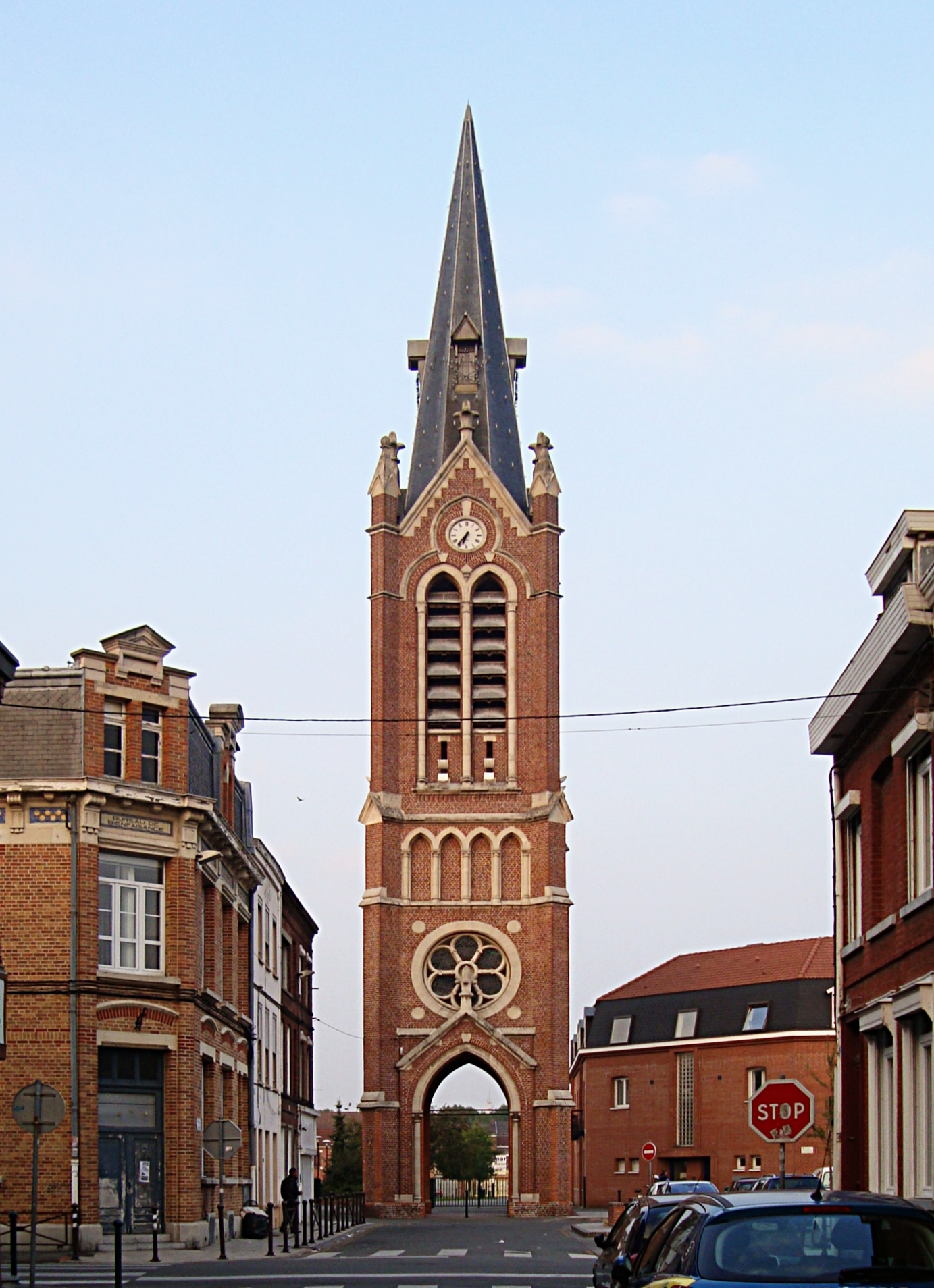
Turm der Kirche Saint-Sépulcre
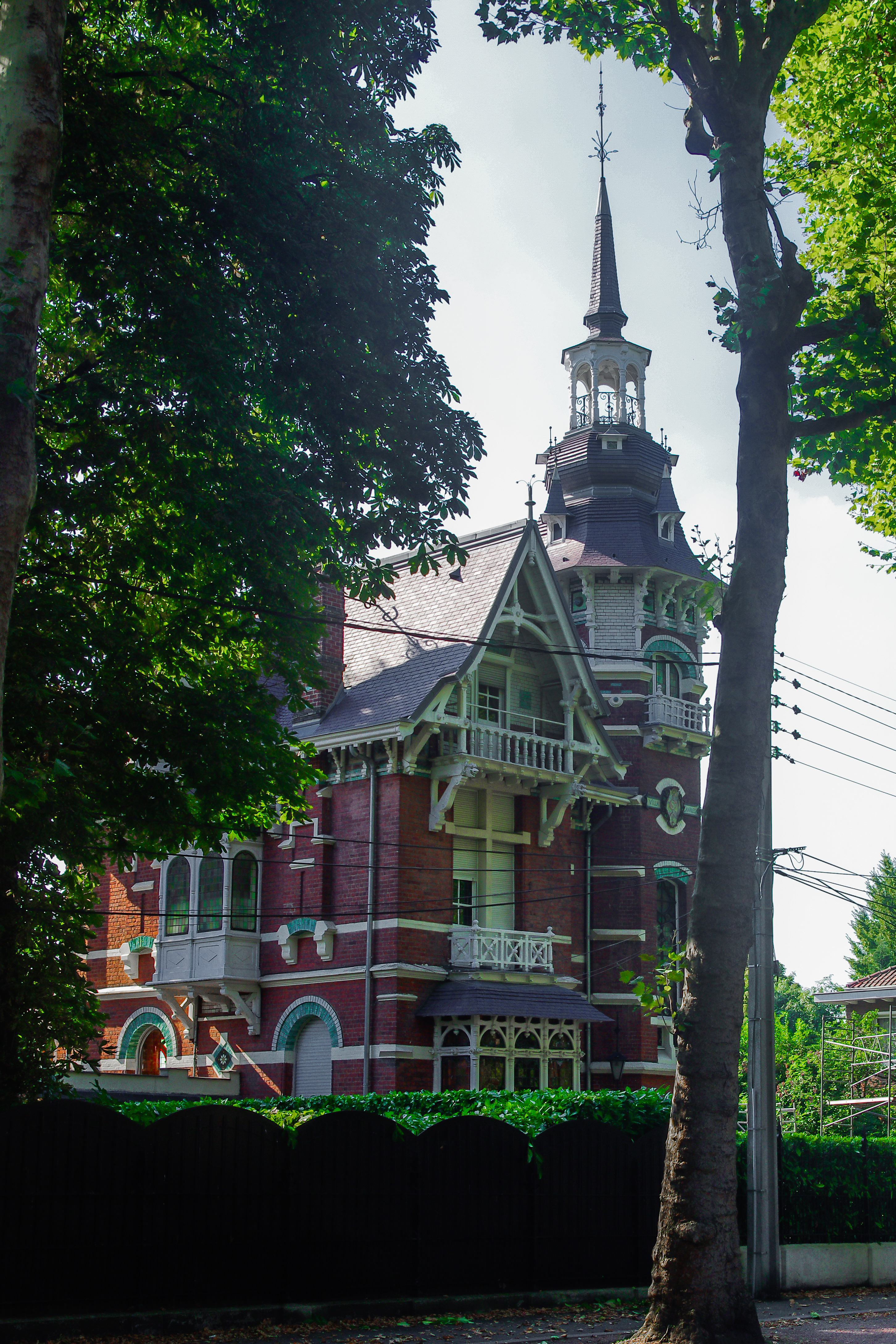
Villa Saint-Charles
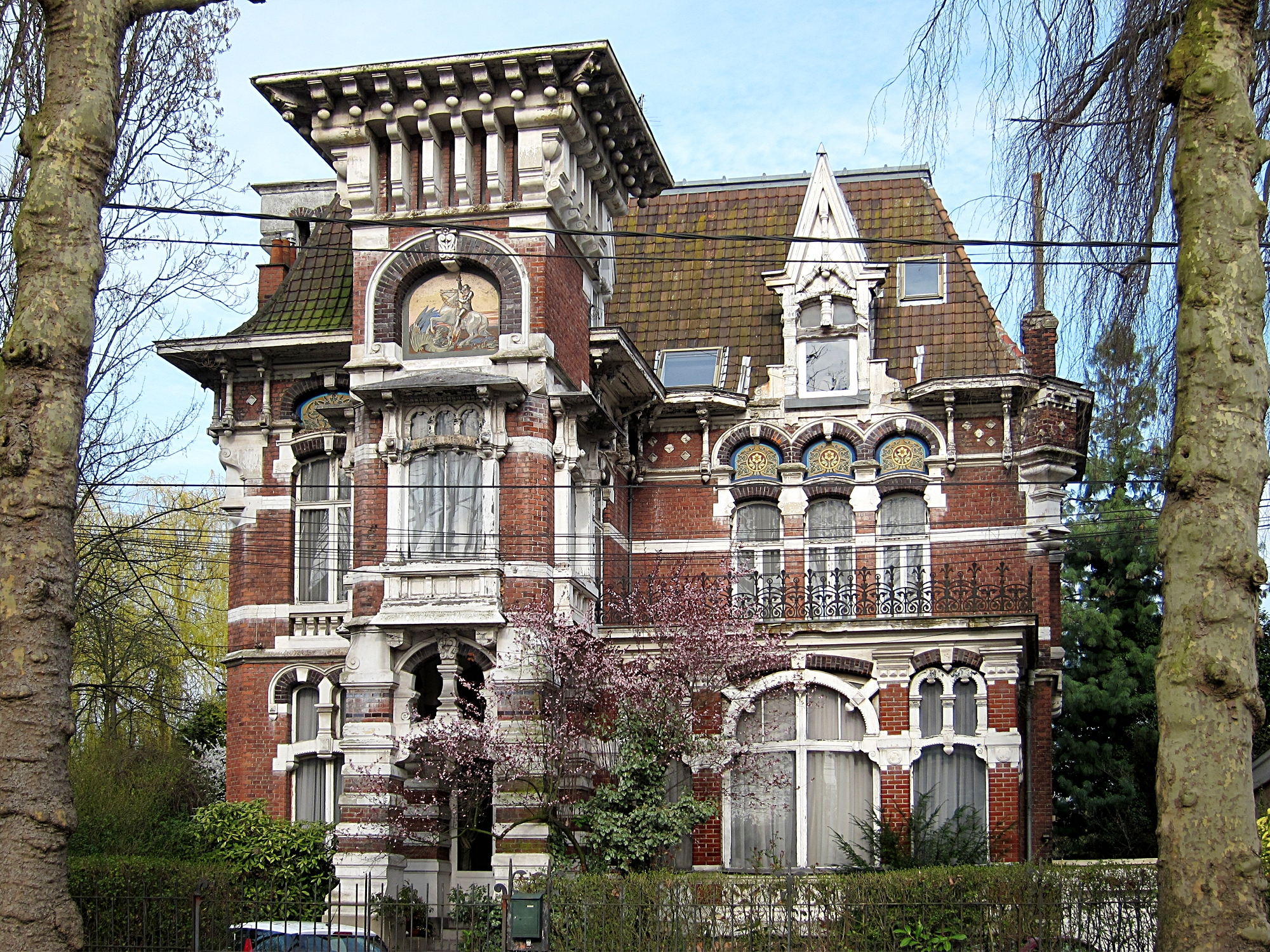
Villa Saint-Charles
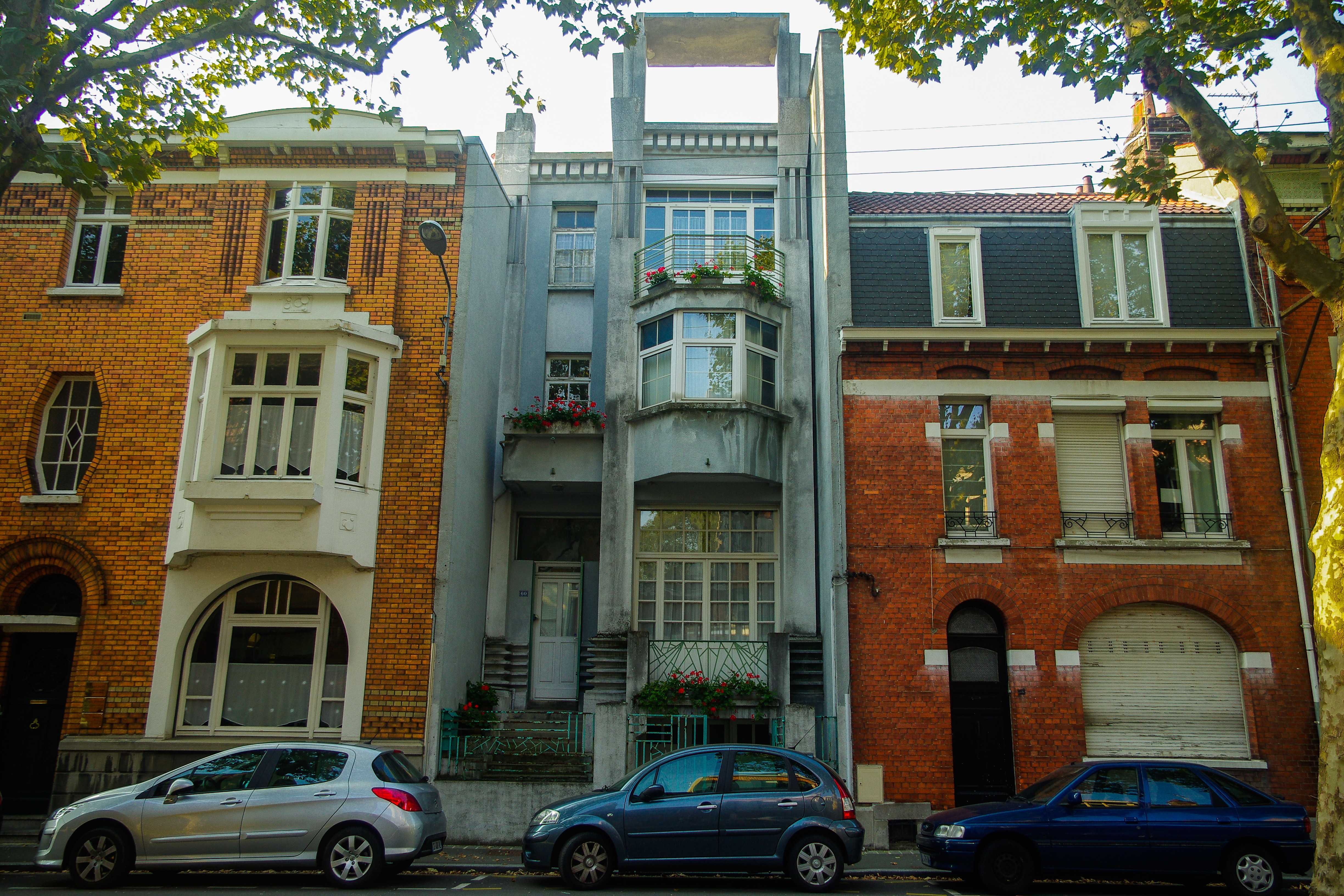
Art-déco-Haus

### Bildungseinrichtungen
- Collège Anne Frank

## Umwelt

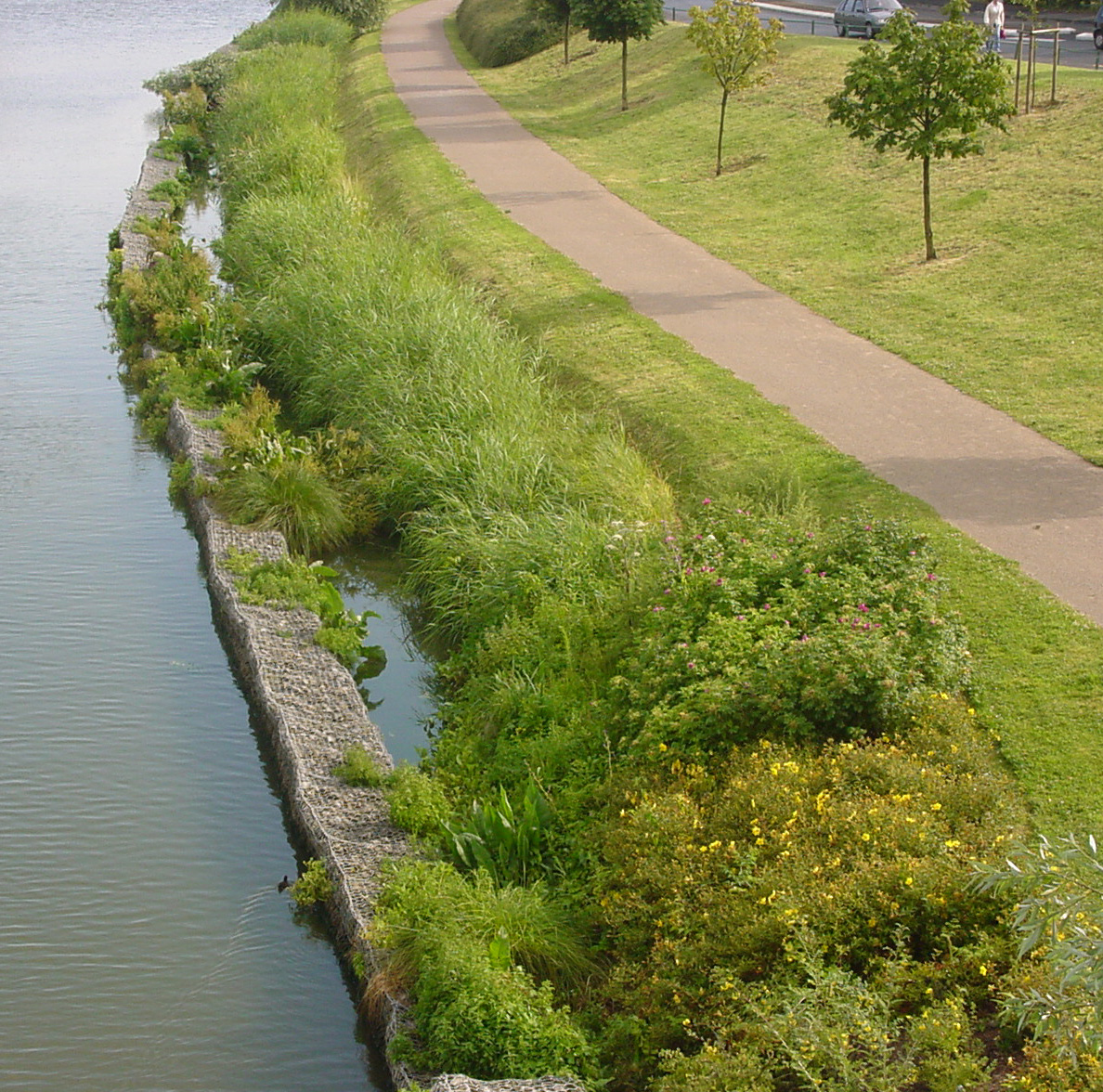
Naturnahe Gestaltung des kanalisierten Ufers der Deûle

Die dicht bebaute und bewohnte Stadt soll dennoch grün und baumbewachsen sein und profitiert von der Nähe des Bois de la Citadelle und der Steilufer der Deûle, die seit den 2000er Jahren zu Objekten einer ökologischen Grünanlagenpflege wurden. Einige Parks sowie einige öffentliche und zahlreiche private Gärten bieten zwar einer Vielzahl von Vögeln Unterschlupf, aber die Zahl von Bienen, Schmetterlingen und vieler anderer Insekten hat seit den 1960er und 1970er Jahren doch stark abgenommen.
Die staatliche französische Wasserstraßenverwaltung VNF, deren Verwaltung zum Teil in Lambersart ansässig ist, ließ bereits in den 1990er Jahren die Steilufer der stark kanalisierten Deûle umgestalten und mit naturnahen Lagunen versehen (→ siehe auch das Bild links), was einer der ersten Versuche seiner Art in der Region Nord-Pas-de-Calais und in Frankreich überhaupt war.

Als Folge dieser Maßnahme zirkuliert das Wasser, parallel zur Fließrichtung der kanalisierten Deûle, durch die Lagunen des Uferbereichs und reinigt sich dabei. Wasser- und Sumpforganismen finden hier eine gegen Schiffsbrandung (Verdrängungswellen) schützende Umgebung, die nun den ursprünglichen Lebensraum, der durch künstliche Uferbegradigungen und Schiffsbrandung zerstört worden war, ersetzt.

## Städtebauliches und kulturelles Erbe
Siehe auch: Liste der Monuments historiques in Lambersart

### Städtebau
Lambersart ist seit dem 19. Jahrhundert eine reiche Wohn-Stadt, wo sich nicht wenige Industrielle der Region Residenzen bauten, oft von Gärten umgeben, möglichst an der Deûle oder etwas ländlich. Die infolge des Bevölkerungswachstums zunehmende Verstädterung der Vorortlandschaft von Lille ließ Felder und Wiesen verschwinden, aber die Stadt Lambersart bewahrte sich eine Architektur, die an manche Badeorte in der Region erinnert, wie z. B. Le Touquet oder Malo-les-Bains.

Wie fast überall in der Region Nord-Pas-de-Calais dominieren auch hier die roten Klinker (wie übrigens auch in weiten Teilen Belgiens, der Niederlande, Nord- und Westdeutschlands), aber der Stil der Häuser hat doch seine Eigentümlichkeiten. Als weitere Besonderheit dieses Städtchens fallen vergleichsweise kleine Straßen auf, die als «avenue» oder «boulevard» bezeichnet werden. Unter den bemerkenswerten Gebäuden sind dabei besonders hervorzuheben:
- Das Château de la Cessoie
- Das Château des Ormes
- Die Ferme du Mont Garin
- Die Villa Saint-Charles befindet sich auf der Avenue de l'Hippodrome Nr. 193 und wurde 1893 durch den Architekten Victor Mollet für seinen Onkel Charles Mollet gebaut. Diese im neoflämischen Stil errichtete Residenz, die sozusagen das architektonische Highlight dieser Straße darstellt, ist typisch für den Eklektizismus der Architektur in der Region Lille zur Zeit der Belle Époque. Seit dem Jahr 2000 steht das Gebäude als «monument historique» unter Denkmalschutz.[5]
- Die Villa Saint-Georges befindet sich auf der Avenue de l'Hippodrome Nr. 218 und wurde 1897 durch den Architekten Albert Baert erbaut. Sie steht als «monument historique» seit 2001 unter Denkmalschutz.[6]
- Das Haus Art-Déco, auf der Avenue Bailly-Ducroquet Nr. 60, vom Architekten Alphonse Stevens, seit dem Jahr 2000 als «monument historique» unter Denkmalschutz.[7]
- Die Villa Sdez auf der Avenue de l'Hippodrome Nr. 309, wurde 1932 durch den Architekten Marcel Boudin errichtet und steht seit 2001 als «monument historique» unter Denkmalschutz.[8]

### Parkanlagen
- Castel Saint-Gérard
- Parc de la Cessoye
- Parc des Charmettes
- Parc du Clos Saint-Pierre

### Sendeturm

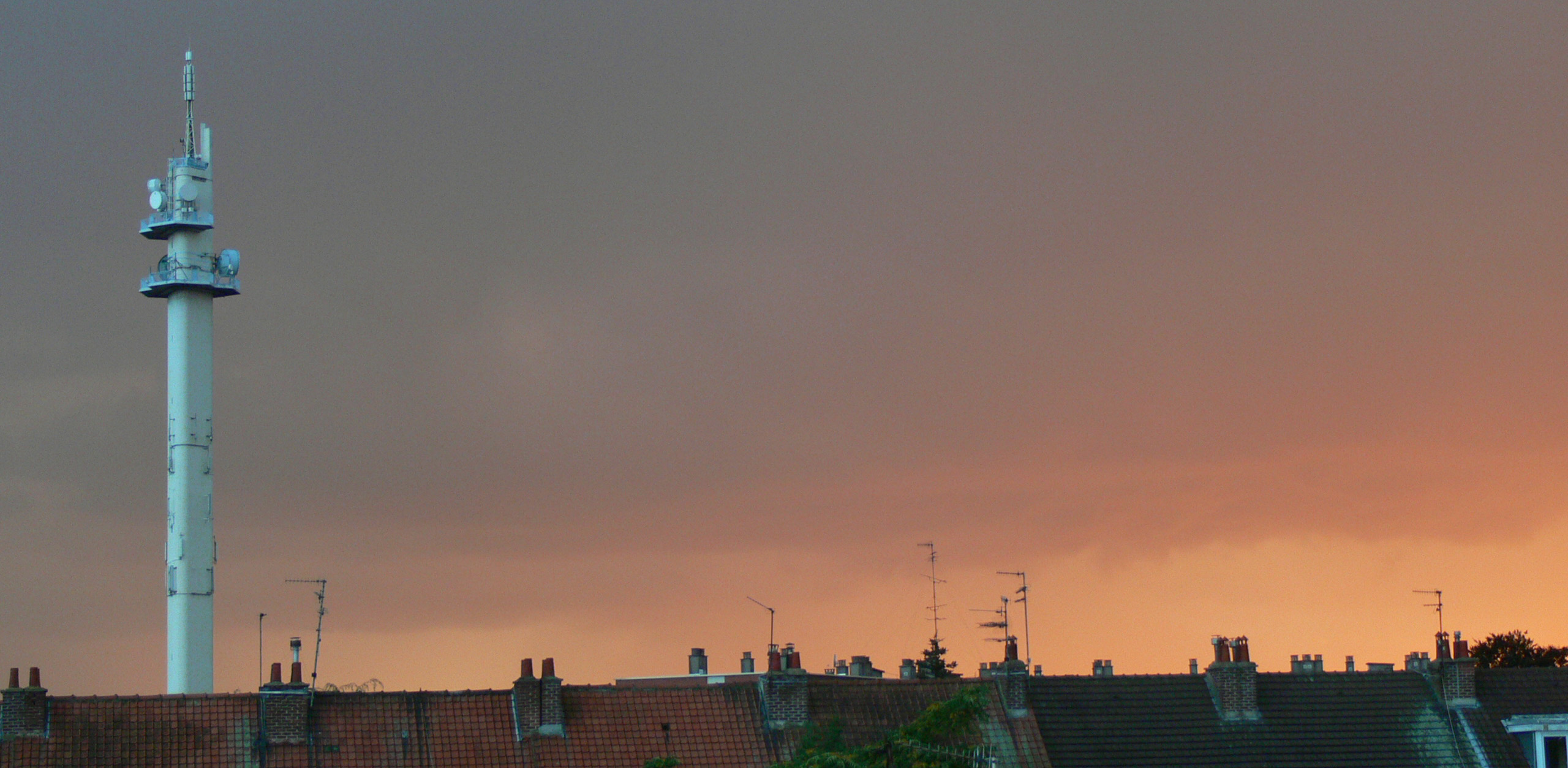
Sender Lambersart

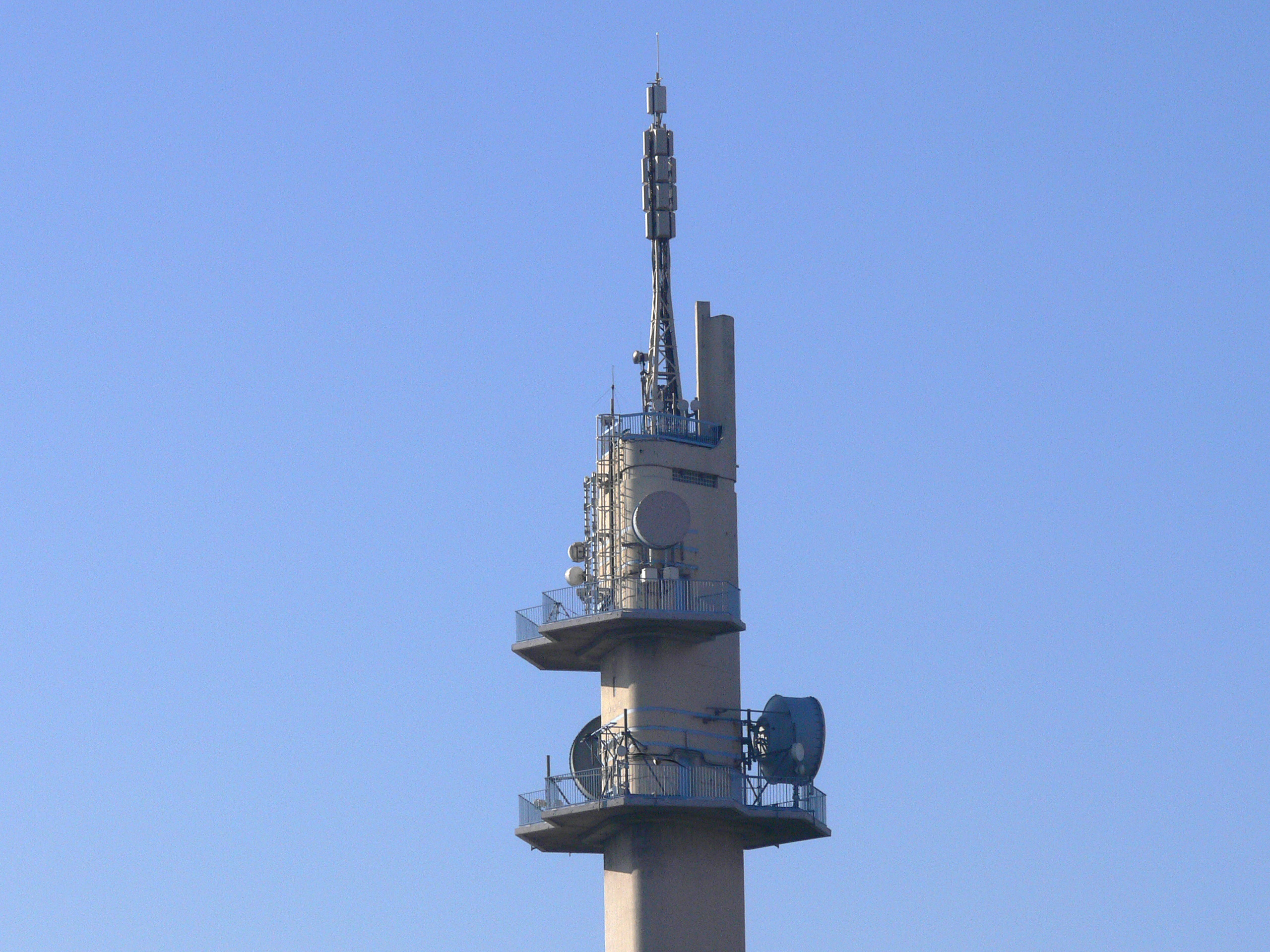
Sendeantennen an der Funkturmspitze

Der Sender Lambersart ist zwar schwächer als der von Bondues, versorgt dafür aber seit dem 31. März 2005 die Einwohner des Stadtverbands Lille Métropole und auch einiger Randgebiete mit dem digitalen terrestrischen Fernsehprogramm (DVB-T), was in Frankreich als TNT (télévision numérique terrestre) bezeichnet wird. (Ende 2006 konnten 63 % der französischen Bevölkerung DVB-T empfangen, bis dahin waren 4 Millionen DVB-T-Receiver in Frankreich verkauft worden. Im Département Nord empfängt hingegen nur ein Viertel der Bevölkerung das DVB-T, weil sich aus der grenznahen Lage (zu Belgien) eine Art Gedränge um die TV-Frequenzen entwickelt hat und es Schwierigkeiten bei den grenzüberschreitenden Verhandlungen zu dieser Sache gibt.)

### Bibliothek
- Die Bibliothèque pour Tous (Bibliothek für alle), rue du Bourg

### Kino
- Das Ciné Lambersart, place Félix Clouet

### Museum und Ausstellungsstätte
- Das Colysée ist ein der zeitgenössischen Kunst gewidmeter Ort. Das Bauwerk wird von zwei Dreiecken aus Holz und Glas gebildet, die durch eine imposante Treppe aus Metall voneinander getrennt sind. Das Colysée wurde anlässlich der kulturellen Veranstaltung Lille 2004 am Ufer der Deûle errichtet (Lille war 2004 europäische Kulturhauptstadt). Diese architektonische Verrücktheit ist das einzige Gebäude von insgesamt einem Dutzend, das in allen seinen Teilen ausschließlich für Lille 2004 errichtet worden war. Es handelt sich um ein Werk von Pierre-Louis Carlier, Architekt der Hauptfassade der Kathedrale Notre-Dame de la Treille in Lille. Das Gebäude des Colysées zeichnet sich durch lineare Formen aus und ordnet sich in eine natürliche Umgebung von 3 000 m² ein, die aus einem Garten («mosaïque» genannt) und einem Feuchtbiotop besteht. Das Colysée ist heute eine Ausstellungs- und Freizeitstätte, die seit Mai 2005 eine permanente Ausstellung (Centre d’interpétation de la Deûle) beherbergt.

### Sport
- Stadion: Stade Guy Lefort
- Sporthalle: Halle de sport du Béguinage
- Sporthalle: Halle de sport Sainte-Cécile

### Musik und Theater
- Konzerte werden oft im Salle du Pré fleuri veranstaltet.

## Städtepartnerschaften
Es bestehen Städtepartnerschaften mit
- Viersen (Deutschland), seit 1964
- Southborough (England), seit dem 18. Oktober 1992
- Kaniw (Ukraine)

## Persönlichkeiten
- Henri Auguste Calixte César Serrur (1794–1865), Historien-, Porträt- und Genremaler
- Jean Baratte (1923–1986), Fußballspieler
- André Six (1879–1915), Schwimmer
- Jean Vercoutter (1911–2000), Ägyptologe
- Marc-Philippe Daubresse, Abgeordneter, Minister für Jugend und aktive Solidarität Nicolas Sarkozy seit März 2010
- Léonce Hainez, Hauptarchitekt des Départements Nord (1866–1916), in Lambersart gestorben